# Шромисубани (Ланчхутский муниципалитет)
Шромисубани (груз. შრომისუბანი) — село в Грузии, на территории Ланчхутского муниципалитета края (мхаре) Гурия.

## География
Село находится в западной части Грузии, на берегах реки Шути (правый приток Супсы), на расстоянии приблизительно 12 километров (по прямой) к западо-юго-западу от города Ланчхути, административного центра муниципалитета. Абсолютная высота — 18 метров над уровнем моря.

## Население
По результатам официальной переписи населения 2014 года, в Шромисубани проживало 350 человек (172 мужчины и 178 женщин). В национальной структуре населения грузины составляли 98,3 %, абхазы — 0,6 %, армяне — 0,6 %, украинцы — 0,3 %.
| Год  | Население, человек |
| ---- | ------------------ |
| 2002 | 588                |
| 2014 | ↘ 350              |